# Suhînî, Korsun-Șevcenkivskîi
Suhînî (în ucraineană Сухини) este o comună în raionul Korsun-Șevcenkivskîi, regiunea Cerkasî, Ucraina, formată numai din satul de reședință.

## Demografie
Componența lingvistică a comunei Suhînî
     Ucraineană (98,09%)
     Rusă (1,79%)
     Alte limbi (0,12%)
Conform recensământului din 2001, majoritatea populației comunei Suhînî era vorbitoare de ucraineană (98,09%), existând în minoritate și vorbitori de rusă (1,79%).